# Avon (Dakota du Sud)
Pour les articles homonymes, voir Avon.
La ville américaine d’Avon est située dans le comté de Bon Homme, dans l’État du Dakota du Sud. Elle comptait 590 habitants lors du recensement de 2010. La municipalité s'étend sur 0,64 mille carré (1,66 km2).
Le bureau de poste d'Avon ouvre en 1879 chez George Phoenix. Selon les versions, le nom de la ville provient de la ville natale de Phoenix (Avon dans l'État de New York) ou a été choisi par sa femme en l'honneur de Shakespeare (surnommé « le barde d'Avon »). En 1890, lorsque le chemin de fer arrive dans la région, la ville se déplace plus près des voies, à quelques kilomètres au nord-est de l'ancien Avon.

## Démographie
| 1910 | 1920 | 1930 | 1940 | 1950 | 1960 |
| ---- | ---- | ---- | ---- | ---- | ---- |
| 451  | 630  | 670  | 728  | 692  | 637  |

| 1970 | 1980 | 1990 | 2000 | 2010 | - |
| ---- | ---- | ---- | ---- | ---- | - |
| 610  | 576  | 576  | 561  | 590  | - |